# Кузнеці (Україна)
Кузнеці́ — село Новоазовської міської громади Кальміуського району Донецької області, Україна. Відстань до райцентру становить близько 31 км і проходить автошляхом місцевого значення. Землі села межують із територією Некліновського району Ростовської області Росії.

## Російсько-українська війна
26 серпня 2014 року російські військові та проплачені терористи при спробі захоплення Новоазовська зайняли село.

## Населення
За даними перепису 2001 року населення села становило 26 осіб, з них 26,92 % зазначили рідною мову українську, а 73,08 % — російську.